# Тиинский район
Тиинский район — административно-территориальная единица в составе Ульяновской области РСФСР, существовавшая в 1944—1956 годах.
Тиинский район был образован 11 февраля 1944 года из части Малокандалинского района. В его состав вошли Аппаковский, Боровский, Бригадировский, Лесо-Васильевский, Новорождественский, Новосахчинский, Старописьмирский, Старосахчинский, Слободо-Выходцевский, Терентьевский, Тиинский, Тинарский и Хмелевский с/с.
7 июля 1953 года были упразднены Тинарский, Лесно-Васильевский, Терентьевский, Слободо-Выходцевский, Старописьмирский, Новосахчинскний, Новорождественский и Аппаковский с/с.
2 ноября 1956 года Тиинский район был упразднён, а его территория передана в Мелекесский район.